# Moechotypa thoracica
Moechotypa thoracica es una especie de escarabajo longicornio del género Moechotypa, tribu Ceroplesini, subfamilia Lamiinae. Fue descrita científicamente por White en 1858.

## Descripción
Mide 14-22 milímetros de longitud.

## Distribución
Se distribuye por India, Indonesia, Laos, Malasia y Vietnam.